# Jamaica en los Juegos Olímpicos de Nagano 1998
Jamaica estuvo representada en los Juegos Olímpicos de Nagano 1998 por un total de 6 deportistas que compitieron en bobsleigh.  
El portador de la bandera en la ceremonia de apertura fue el deportista de bobsleigh Ricky McIntosh. El equipo olímpico jamaicano no obtuvo ninguna medalla en estos Juegos.